# Rift Valley (Kenya)
 For alternative betydninger, se Rift Valley (flertydig). (Se også artikler, som begynder med Rift Valley)
Rift Valleyprovinsen er en af Kenyas otte provinser. Befolkningen anslås til 8.755.986 indbyggere (2008), og den har et areal på 173.854 kvadratkilometer. Provinshovedstaden hedder Nakuru. Provinsens geografi domineres af Forkastningszonen Great Rift Valley, som den også har navn efter.
I provinsen ligger nationalparkerne Amboseli nationalpark, Hell's Gate nationalpark, Nakurusøens nationalpark og Saiwa Swamps nationalpark.

## Eksterne kilder og henvisninger
1. ↑  Statoids, Provinces of Kenya

- Wikimedia Commons har flere filer relateret til Rift Valley (Kenya)

0°30′N 36°0′Ø / 0.500°N 36.000°Ø